# Købstad
 Denne artikel omhandler overvejende eller alene danske forhold. Hjælp gerne med at gøre artiklen mere almen.
En købstad er en by med særlige privilegier, typisk opnået ved kongelig indvirken.
Disse privilegier indbefattede ofte
- eneret til håndværk og handel inden for et område, læbælte,
- ret til egen administration (altså adskilt fra oplandets),
- ret til egen domstol,
- fritagelse for visse skatter og endelig
- fritagelse for militærtjeneste/værnepligt.

Derudover kunne eksempelvis religionsfrihed (kendes bl.a. fra Fredericia) være en del af privilegiet.
Siden kommunalreformen i 1970 har de danske byer, der indtil da var købstæder ingen særlig status.